# Olari
Olari (Hongaars: Varsánd /Fazekasvarsánd of Újvarsánd) is een dorp en gemeente in het District Arad in Roemenië.
De gemeente had in 2011 1937 inwoners.
De gemeente bestaat uit twee dorpen:
- Olari (Újvarsánd)
- Sintea Mică (Szineke)

In de hoofdkern zijn de Hongaren een aanzienlijke minderheid met 37,4% van de bevolking.